# Kopčany
Kopčany (em húngaro: Kopcsány) é um município da Eslováquia, situado no distrito de Skalica, na região de Trnava. Tem 21,81 km² de área e sua população em 2018 foi estimada em 2.575 habitantes.

## Demografia
| Ano:        | 1994 | 2004   | 2014   | 2024   |
| ----------- | ---- | ------ | ------ | ------ |
| Broj ljudi: | 2422 | 2584   | 2580   | 2553   |
| Razlika:    |      | +6,68% | -0,15% | -1,04% |

| Ano:               | 2023 | 2024   |
| ------------------ | ---- | ------ |
| Número de pessoas: | 2567 | 2553   |
| Diferença:         |      | -0,54% |